# Crematogaster hova
Crematogaster hova es una especie de hormiga acróbata del género Crematogaster, familia Formicidae. Fue descrita científicamente por Forel en 1887.
Se distribuye por el continente africano, en Madagascar. Se ha encontrado a elevaciones que van desde los 14 hasta los 1343 metros de altura.

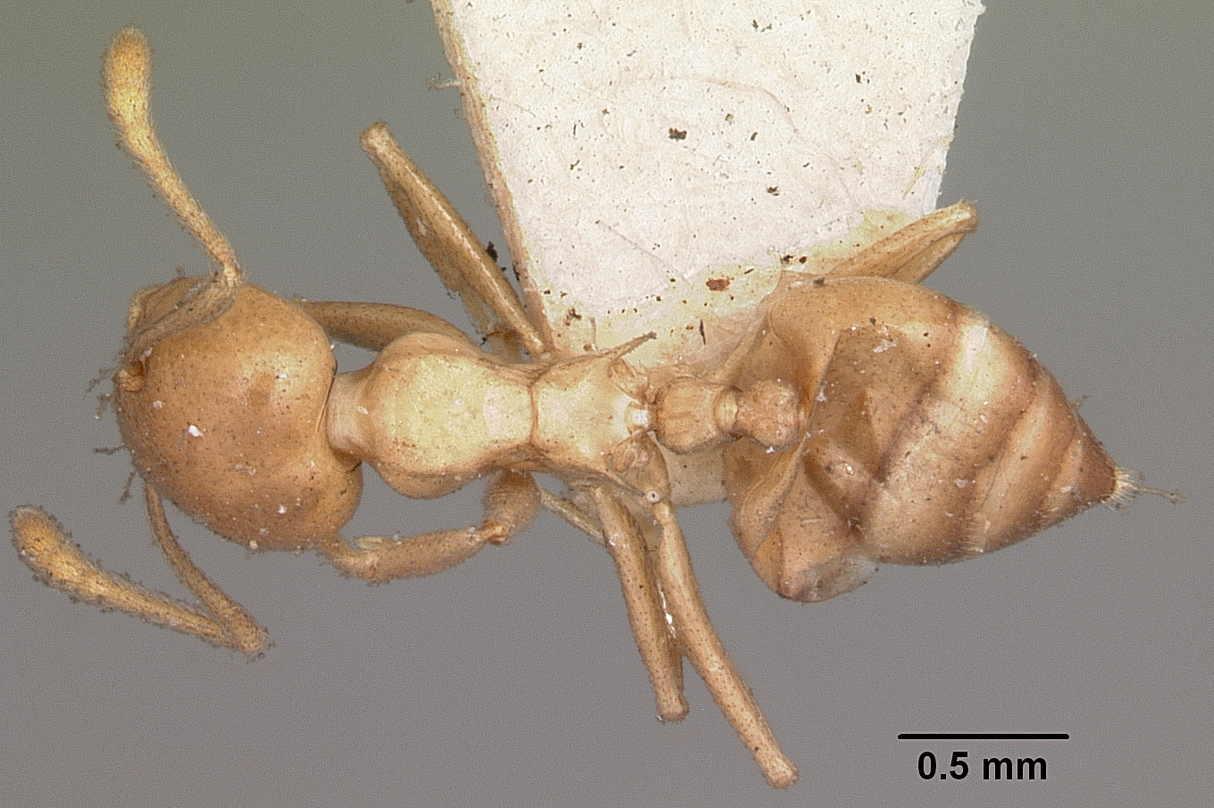
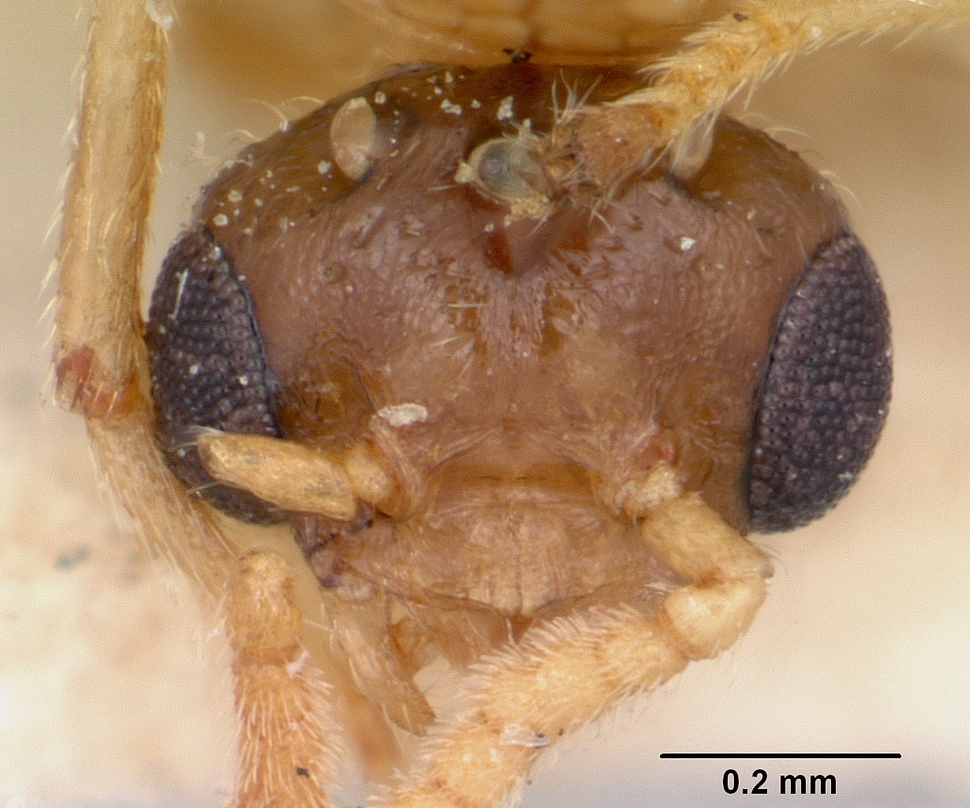
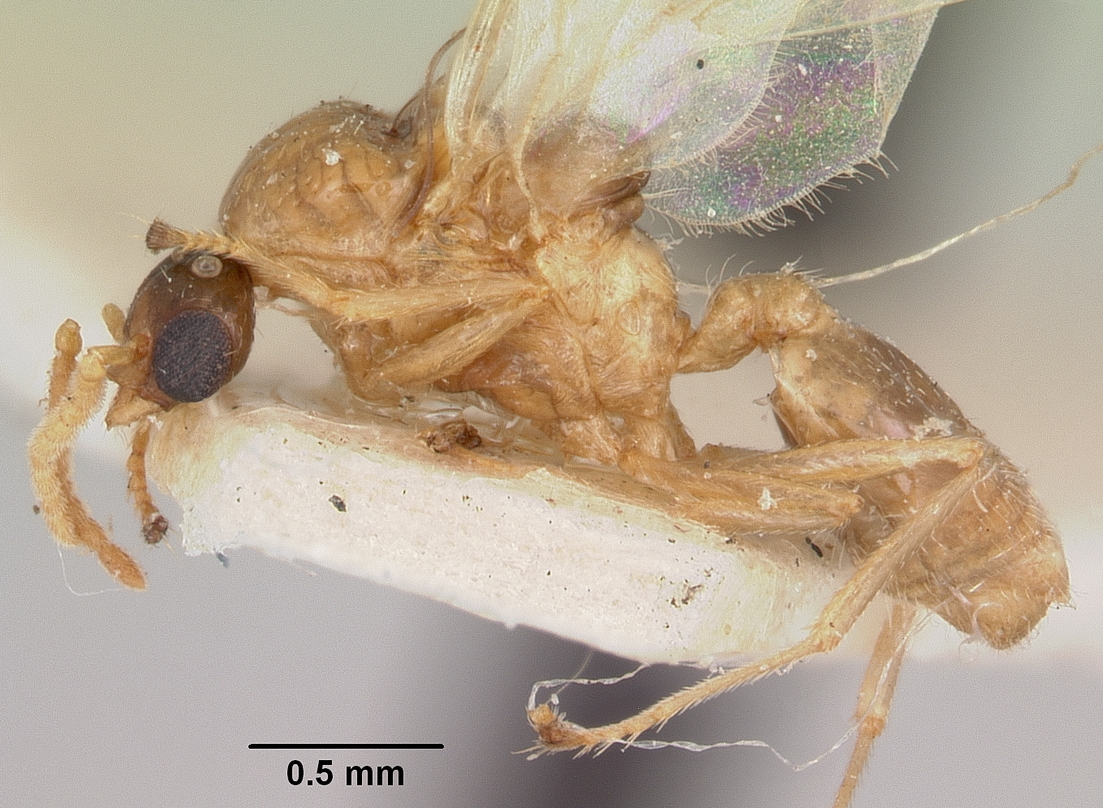
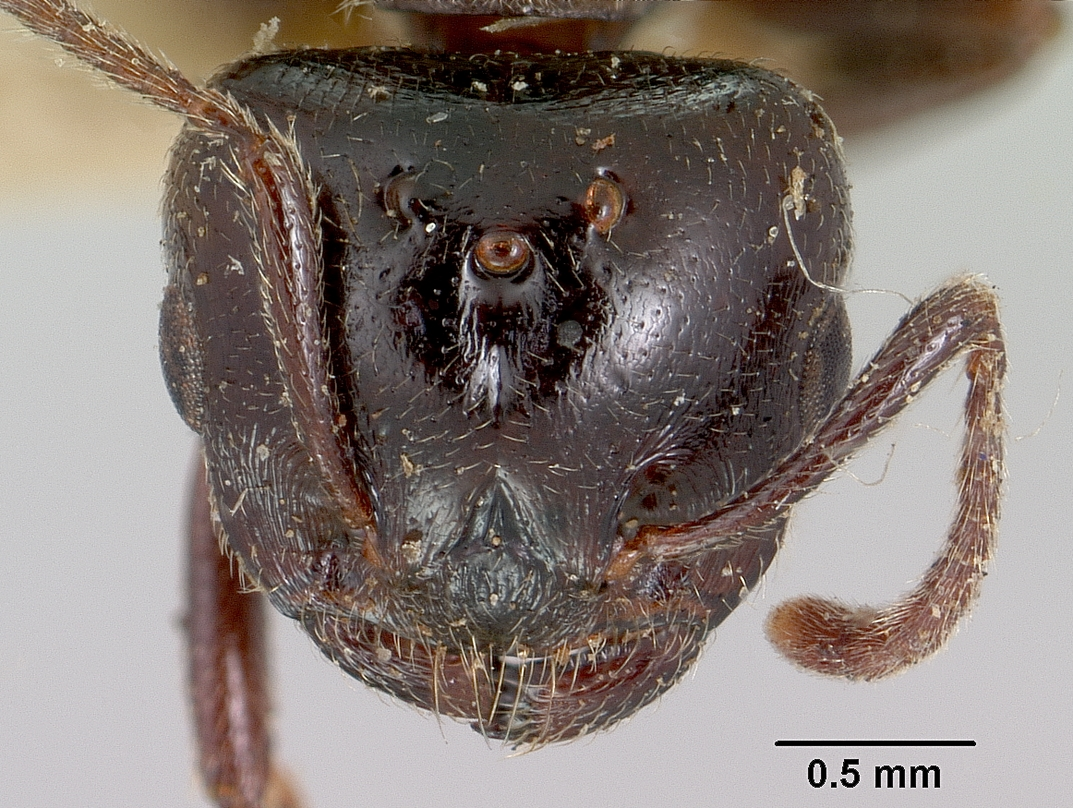